# Primavera Marcelista
Primavera Marcelista designa o período inicial do governo de Marcelo Caetano, entre 1968 e 1970, no qual se operou uma certa modernização social e uma liberalização política, a “Primavera Marcelista”, criando a expectativa de uma verdadeira reforma do regime em Portugal, o que não chegou a acontecer.

## Contexto
Marcelo Caetano foi escolhido para suceder a António de Oliveira Salazar em Setembro de 1968, após este ter sofrido um acidente vascular cerebral que o impossibilitou de continuar a exercer o cargo de presidente do conselho de ministros. 

## Mudanças

### Economia
- Fim do condicionalismo industrial, abrindo-se o país ao investimento estrangeiro.
- Lançamento de grandes obras públicas, tais como os do porto de Sines e a barragem do Alqueva.
- Aproximação à então Comunidade Económica Europeia (CEE).

### Sociedade
- Melhoria da assistência social para uma minoria.
- Ensaio de algumas propostas de democratização do ensino, lançadas pelo ministro da Educação Veiga Simão.

### Vida política interna
A tentativa de legitimação da viragem política do regime foi feita através das eleições legislativas de 1969, tendo o governo demonstrado sensibilidade a algumas questões de direitos humanos: alargando o direito de voto; legalizando certos grupos oposicionistas (até aí apenas tolerados), sendo-lhes permitida a fiscalização de cadernos eleitorais e do próprio acto eleitoral; e abrandando a censura em época de campanha eleitoral.
- Dentro de um conceito de concessão de liberdade possível, registaram-se medidas de descompressão sobre as oposições legais ou semilegais, sendo autorizado o regresso de alguns exilados, como Mário Soares e D. António Ferreira Gomes, bispo do Porto. Autorizado também o III Congresso Republicano que reuniu a Oposição em Aveiro.
- Eliminação de algumas restrições à actividade sindical.
- Abrandamento da vigilância dos serviços de censura, que se passou a designar por Exame Prévio.
- Redução dos poderes da polícia política, que passou de Polícia Internacional e de Defesa do Estado (PIDE) para Direcção-Geral de Segurança (DGS).
- Abertura do próprio partido único de apoio ao regime — União Nacional, rebaptizado Acção Nacional Popular, em 1970 — à expressão organizada de opiniões divergentes, com a constituição da Ala Liberal, assumidamente reformista, de que faziam parte Francisco Sá Carneiro, Francisco Pinto Balsemão e Mota Amaral, entre outros, e que viria a ter representação parlamentar.

### Política colonial
- Prossecução da opção militar, rejeitando-se a via das negociações e a concessão de independências às províncias ultramarinas.
- Alterações significativas no discurso oficial, colocando a tónica na autonomia progressiva, subentendendo-se muito tenuemente uma tendência para aceitar independências brancas.

## Reações
A política de abertura de Marcello Caetano provocou reações muito díspares.

### Internacionais
- A aproximação à CEE cingiu-se a questões económicas e comerciais, e aproximações adicionais seriam sempre infrutíferas dado o caráter não democrático do regime e da questão colonial;
- Ida de Marcelo a 16 de Julho de 1973 a Londres é contestada com manifestações com denúncias de colonialismo e do massacre de Wiriamu.

### Nacionais
- No campo político afeto ao governo e ao regime houve clivagens, por vezes muito profundas, entre reformadores e integristas;
- A oposição — tanto a legal, como a ilegal — também se fracionou entre aqueles que aceitavam a liberalização como uma via genuína para a democratização do regime a médio e talvez mesmo a curto prazo e os que continuavam a olhar com desconfiança as novas políticas.

Em Abril de 1969, na cerimónia de inauguração do novo edifício das Matemáticas da nova Faculdade de Ciências da Universidade de Coimbra, a recusa da palavra ao presidente da Associação Académica de Coimbra — acto que levou o presidente da República Américo Tomás a ser vaiado e o presidente da Associação Académica de Coimbra, Alberto Martins, a ser preso —, provocou uma crise académica resultando numa série de greves, que se prolongariam até Setembro desse ano.

Este acontecimento, juntamente com a continuação da guerra colonial e a recusa da adopção de reformas mais profundas sugeridas pelos deputados da Ala Liberal — que os levou a abandonar a Assembleia Nacional, indo vários deles fundar o jornal Expresso — e, mais tarde, a crise do petróleo de 1973 e a consequente subida generalizada dos preços, veio mostrar que as hipóteses de concretização do slogan do regime Evolução na Continuidade eram nulas, abrindo-se o caminho à Revolução dos Cravos em 25 de Abril de 1974.